# كأس الكونكاكاف الذهبية 2007
كأس الكونكاكاف الذهبية 2007 هي النسخة التاسعة للبطولة وأقيمت في الولايات المتحدة الأمريكية في الفترة من 6 يونيو إلى 24 يونيو. وتعتبر هذه البطولة هي الثالثة التي لا يوجد بها أي ضيف من خارج اتحاد الكونكاكاف. وحصل فيها المنتخب الأمريكي على اللقب الرابع له في هذه المسابقة بعد فوزه على المنتخب المكسيكي بواقع 2-1 .